# محمد الكغاط
محمد الكغاط، (1942 - 2001) كان يعمل كمخرج وكمؤلف مغربي، له العديد من الأعمال المسرحية.

## مسيرته
ولد سنة 1942 بمدينة فاس. حصل على دبلوم اللغة العربية سنة 1965. تابع دراسته العليا بكلية الآداب والعلوم الإنسانية بفاس حيث حصل على الإجازة في الأدب العربي سنة 1968، وحصل أيضا على دبلوم الدراسات العليا سنة 1984 ثم على دكتوراه الدولة سنة 1993. اشتغل أستاذا جامعيا بنفس الكلية إلى أن توفي سنة 2001.
وقد كان محمد الكغاط منضما إلى اتحاد كتاب المغرب سنة 1976.توزع إنتاجه بين الكتابة والإخراج المسرحيين، الترجمة والدراسة الأدبية. ونشر كتاباته بعدة صحف ومجلات: العلم، الاتحاد الاشتراكي، الفنون، خطوة، آفاق، الفصول الأربعة (ليبيا).

## الأعمال المنشورة
- بنية التأليف المسرحي بالمغرب من البداية إلى الثمانينات، الدار البيضاء، دار الثقافة، 1986.
- المرتجلة الجديدة ومرتجلة فاس، مشروعا عرضين مسرحيين، الدار البيضاء، مطبعة سبو، 1991.
- أساطير معاصرة وبشار الخير: مسرحيتان، فاس، منشورات كلية الآداب ظهر المهراز، 1993.

ترجم محمد الكغاط مؤلفا لعبد الكبير الخطيبي:
- النبي المقنع/ع.الخطيبي، ترجمة محمد الكغاط.الكويت، وزارة الإعلام، 1993.
- مدينة بلا مسرح
- مرتجلة قاس
- أبو الهول الجديد

بالإضافة إلى هذه الأعمال، ألف محمد الكغاط مجموعة من النصوص المسرحية التي قام بإخراجها بنفسه.